# Sudan (filme)
Sudan, conhecido inicialmente como The Queen of the Nile(bra: A Rainha do Nilo), é um filme de aventura estadunidense de 1945, dirigido por John Rawlins. É o último da série de aventuras exóticas protagonizadas por Maria Montez e Jon Hall para a Universal Pictures, iniciada em 1942 com Arabian Nights. A história se passa no Antigo Egito. As filmagens começaram em junho de 1944.

## Elenco
- Maria Montez...Naila
- Jon Hall...Merab
- Turhan Bey...Herua
- Andy Devine...Nebka
- George Zucco...Horadef
- Robert Warwick...Maatet
- Philip Van Zandt...Setna
- Harry Cording...Uba
- Charles Arnt...Khafra